# 콘스탄틴 워커
콘스탄틴 비전 워커(Constantine "Vision" Walker1951년 10월 19일 ~ 현재)는 자메이카의 싱어송라이터이자 음악가이다. 비전(Vision), 드림(Dream)이라고도 불린다. 레게 그룹 소울레츠의 원년 멤버 중 한 명으로, 1960년대 초반 사촌 리타 말리와 말린 프레치어스 기포드와 함께 들어갔다. 또한 버니 웨일러, 피터 토시와 함께 더 웨일러스의 멤버가 되었다. 워커는 또한 캘리포니아에서 활동하는 그룹 래스터페리언스에서 활동하고 있다.